# Tržišče, Rogaška Slatina
Tržišče este o localitate din comuna Rogaška Slatina, Slovenia, cu o populație de 172 de locuitori.